# Masquerade in Blood
Masquerade in Blood sedmi je studijski album njemačkog thrash metal sastava Sodom. Diskografska kuća Steamhammer objavila ga je 1. lipnja 1995.

## Popis pjesama
Tekstovi: Tom Angelripper, glazba: Sodom.
| 1.    | »Masquerade in Blood«                                      | 3:19 |
| 2.    | »Gathering of Minds«                                       | 4:16 |
| 3.    | »Fields of Honour«                                         | 3:23 |
| 4.    | »Braindead«                                                | 2:29 |
| 5.    | »Verrecke!«                                                | 2:49 |
| 6.    | »Shadow of Damnation«                                      | 2:57 |
| 7.    | »Peacemaker's Law«                                         | 3:24 |
| 8.    | »Murder in My Eyes«                                        | 2:37 |
| 9.    | »Unwanted Youth«                                           | 3:33 |
| 10.   | »Mantelmann«                                               | 2:10 |
| 11.   | »Scum«                                                     | 5:24 |
| 12.   | »Hydrophobia«                                              | 3:23 |
| 13.   | »Let's Break the Law« (obrada pjesme Anti-Nowhere Leaguea) | 2:56 |
| 42:40 |                                                            |      |

## Zasluge
| Sodom - Tom Angelripper – vokali, bas-gitara, produkcija, umjetnički direktor - Strahli – gitara - Atomic Steif – bubnjevi |  | Ostalo osoblje - Andreas Marschall – naslovnica - Ulli Pösselt – produkcija - Christian Wolff – tonska obrada - Ulf Horbelt – masteriranje - Michael Bussmann – fotografija - Peter Dell – dodatne ilustracije, omot albuma |